# Chinesische Kanzleischrift

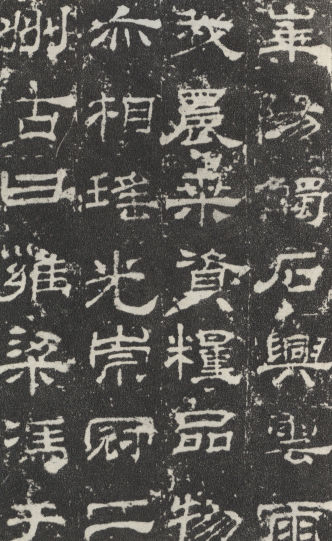
Steintafel aus dem Huashan-Tempel (華山廟碑, ca. 100 v. Chr.)

Die Kanzleischrift  (chinesisch 隸書 / 隶书, Pinyin lìshū, Zhuyin ㄌㄧˋ　ㄕㄨ, Jyutping dai6syu1) ist eine der fünf Hauptkategorien der chinesischen Kalligrafie. 
Die chinesische Kanzleischrift wurde entwickelt, um mit einer schneller auszuführenden Schrift die Menge an offiziellen Dokumenten in den Kanzleien zu bewältigen. Der Legende zufolge soll ein Gefängniswärter aus der Qin-Dynastie namens Cheng Miao (程邈) die Kanzleischrift durch Abwandlung der Siegelschrift erfunden haben. Die Zeichen sind geradlinig strukturiert, eher breiter als hoch und weisen oft geschwungen auslaufende Einzelstriche auf. Diese Schrift war angenehmer zu schreiben als die Siegelschrift, und man sparte dadurch viel kostbare Zeit.
Wegen ihrer guten Lesbarkeit wird die Kanzleischrift in China bis heute zum Beispiel für Überschriften, auf Plakaten und in der Werbung eingesetzt.
Siehe auch: Orakelknochen